# 日晷的歷史

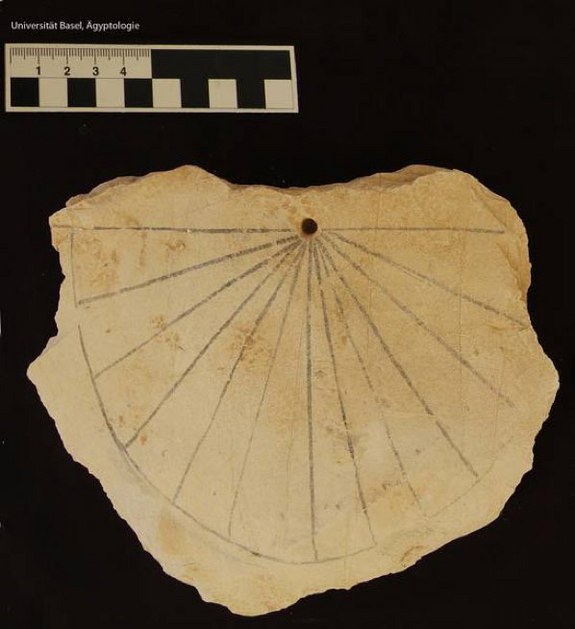
世界上最早的日晷出現在埃及的帝王谷（約西元前1,500年），是用來量度工作時間。

日晷是一種通過使用太陽位置在參考尺規上投射的光點或陰影來指示時間的裝置。當地球繞其極軸旋轉時，太陽似乎從東向西穿過天空，在太陽升起時從東方地平線下升起，在中午過中天，在日落時再次落在西方地平線下。方位角（方向）和高度角（高度）都可以用來創建時間量測設備。日晷在每個主要文化中都是獨立發明的，隨著文化的發展，日晷變得更加精確和複雜。

## 介紹
日晷使用當地時間。在19世紀40年代鐵路出現之前，當地時間顯示在日晷上，供政府和商業使用。在鐘錶發明之前，日晷是量測時間的唯一方法。時鐘發明後，因為早期時鐘的精度很差，需要定期從日晷上重置時鐘，日晷仍保持了其重要性。時鐘和日晷一起用來量測經度。刻度盤是用直尺和圓規擺放的。十九世紀末，日晷成為學術界關注的對象。對數的使用允許採用和研究代數方法來佈置刻度盤。日晷不再具有實用性，但仍然是流行的裝飾品，幾本流行的書促進了這種興趣，並給出了構造細節。經濟實惠的科學計算機使代數方法與幾何構造一樣易於使用，電腦的使用使表盤設計變得微不足道。日晷的遺產得到了認可，世界各地都建立了日晷協會，某些立法將研究日晷作為其國家課程的一部分 。

## 歷史

### 古代的日晷
根據考古發現，已知最早的家用時鐘是古埃及天文學和古巴比倫天文學中的日晷（西元前1500年）。在現代俄羅斯領土上發現了同一時代（約西元前1500年）的古代正投影日晷及其原型。更早的方尖碑，曾經被認為也被用作日晷，放置在為紀念法老而建造的寺廟裏，現在認為只是作為紀念。據推測，人類在更早的時候就通過陰影長度來判斷時間，但這很難驗證。大約在西元前700年，舊約描述了一個日晷：《以賽亞書 38:8》和《列王記》2 Kings 20:9中提到的「亞哈斯的錶盤」（可能是歷史上最早的日晷），這可能是埃及或巴比倫的設計。日晷也在庫施開發。日晷自古以來就存在於中國，但人們對其歷史知之甚少。眾所周知，中國古代在西元前800年左右發明了一種日晷，到西元1000年，日晷最終演變成非常複雜的水鐘，在宋朝（西元1000-1400年）的某個時候，日晷上有時也會建造一個指南針。
西元前104年的日晷在行事曆專家的集會上被提及。西元前 104 年，在曆法專家的集會中就曾提及日晷的應用。
古希臘人發展了許多日晷的原理和形式。據信日晷是由米利都的阿那克西曼德 约560 BCE引入希臘的。根據希羅多德的說法，希臘日晷最初是源自巴比倫的日晷。希臘人在發展日晷科學方面處於有利地位，他們發展了幾何學，特別是發現了日晷結點所描繪的圓錐截面。據說數學家和天文學家比提尼亞的狄奧多西（大約西元前160年至大約西元前100年）發明了一種可以在地球上任何地方使用的通用日晷。

## 外部連結
- British Sundial Society （页面存档备份，存于）- Time line and register
- The Ancient Vedic Sun Dial （页面存档备份，存于）

Template:Time measurement and standards